# Oltrona di San Mamette
Oltrona di San Mamette (Ultrona in dialetto comasco, AFI: /ulˈtrona/) è un comune italiano di 2 350 abitanti della provincia di Como in Lombardia.
Il comune si è chiamato semplicemente Oltrona fino al Regio decreto dell'8 febbraio 1863 del re Vittorio Emanuele II, emanato per distinguerlo dall'omonimo Oltrona al Lago (ora frazione di Gavirate) in provincia di Varese.

## Geografia fisica

### Territorio
Il territorio comunale confina a ovest, a nord e a nord-ovest con Olgiate Comasco, a sud con Appiano Gentile, a est e a nord-est con Lurate Caccivio.
Como, il capoluogo, dista circa 10 chilometri.

### Geologia e idrografia
Morfologicamente, il territorio di Oltrona è caratterizzato dall'ambiente collinare tipico dell'area del comasco, a metà tra la pianura padana e i monti, prevalentemente adatto a boschi o coltivazioni. L'altitudine è compresa tra i 370 e i 422 m s.m.l., con il picco più alto rappresentato dalla collina ove sorge il santuario di San Mamette, sovrastante appunto l'abitato. Un altro colle del territorio oltronese è il cosiddetto Ronco.
Il paese di Oltrona ha sempre sofferto per una sostanziale mancanza d'acqua a uso della popolazione, e difatti il suo territorio era un tempo contraddistinto unicamente da piccoli torrenti insufficienti ad abbeverare persone e animali sul territorio, oltre a una palude che si estendeva a sud in direzione di Appiano Gentile. Oggi l'approvvigionamento idrico è stato reso possibile grazie alla costruzione di acquedotti per dirottare le riserve, altrove copiose, anche in quest'area.

### Sismologia
Dal punto di vista sismico Oltrona di San Mamette presenta un rischio molto basso ed è stata classificata come comune zona 4 (bassa sismicità) dalla protezione civile nazionale.

### Clima
Il clima di Oltrona di San Mamette è quello caratteristico delle colline settentrionali italiane con inverni freddi e abbastanza rigidi ed estati che risentono di temperature relativamente alte; la piovosità si concentra principalmente in autunno e in primavera. Il paese appartiene alla zona climatica E.
| Milano Malpensa                    | Mesi | Mesi  | Mesi  | Mesi  | Mesi  | Mesi  | Mesi  | Mesi  | Mesi | Mesi | Mesi  | Mesi | Stagioni | Stagioni | Stagioni | Stagioni | Anno  |
| Milano Malpensa                    | Gen  | Feb   | Mar   | Apr   | Mag   | Giu   | Lug   | Ago   | Set  | Ott  | Nov   | Dic  | Inv      | Pri      | Est      | Aut      | Anno  |
| ---------------------------------- | ---- | ----- | ----- | ----- | ----- | ----- | ----- | ----- | ---- | ---- | ----- | ---- | -------- | -------- | -------- | -------- | ----- |
| T. max. media (°C)                 | 6    | 9     | 13    | 17    | 21    | 26    | 29    | 28    | 24   | 18   | 11    | 7    | 7,3      | 17       | 27,7     | 17,7     | 17,4  |
| T. min. media (°C)                 | −4   | −3    | 0     | 4     | 9     | 13    | 15    | 15    | 12   | 6    | 1     | −4   | −3,7     | 4,3      | 14,3     | 6,3      | 5,3   |
| Precipitazioni (mm)                | 68   | 77    | 100   | 106   | 132   | 93    | 67    | 98    | 73   | 107  | 106   | 55   | 200      | 338      | 258      | 286      | 1 082 |
| Giorni di pioggia                  | 6    | 6     | 7     | 9     | 10    | 9     | 6     | 7     | 6    | 8    | 7     | 6    | 18       | 26       | 22       | 21       | 87    |
| Umidità relativa media (%)         | 78   | 76    | 69    | 73    | 74    | 74    | 74    | 73    | 74   | 77   | 80    | 80   | 78       | 72       | 73,7     | 77       | 75,2  |
| Eliofania assoluta (ore al giorno) | 4    | 5     | 6     | 7     | 9     | 11    | 11    | 10    | 8    | 6    | 4     | 3    | 4        | 7,3      | 10,7     | 6        | 7     |
| Vento (direzione-m/s)              | N 4  | WSW 9 | SSW 9 | SSW 9 | SSW 9 | SSW 9 | SSW 9 | SSW 9 | S 4  | S 4  | SSW 4 | N 4  | 5,7      | 9        | 9        | 4        | 6,9   |

## Origini del nome
Secondo lo storico locale Francesco Ferrario, il nome di Oltrona (di San Mamette è lo specifico ottenuto solo a partire dal 1863) sarebbe da derivare da tre particelle fondamentali: OL, che è una radice di matrice indoeuropea che significa appunto "oltre" o "grande"; TRONA che deriverebbe dal latino "thronus" nel senso di trono, o più propriamente dall'etrusco "thruna" che significa rocca; ONA che è una parola di stampo linguistico ligure per "cocuzzolo tondeggiante". Il risultato finale sarebbe "grande rocca su un cocuzzolo tondeggiante" che starebbe proprio a indicare il ruolo difensivo ricoperto sin dai tempi antichi dagli insediamenti militari in Oltrona.

## Storia

### Le origini
Le prime notizie relative alle origini dell'abitato di Oltrona si fanno risalire all'età del ferro: prova di questo sono alcuni ritrovamenti risalenti al VI-V secolo a.C. che sono stati ritrovati durante lavori di spianatura del colle del Gerbo presso la cittadina. I reperti si riferiscono a un insediamento della Civiltà di Golasecca composto da vasti tratti di pavimentazione a ciottoli di fiume e tracce di mura a secco di edifici, oltre a frammenti di vasi, ciotole, bicchieri e altre suppellettili. L'elemento più significativo del ritrovamento è però stato quello di un forno per la cottura del pane.

### Il periodo medievale

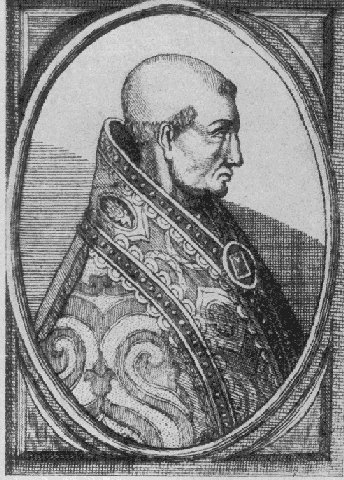
Papa Urbano IV che nel 1374 legò l'abitato al controllo dell'abate benedettino di Lurate, dominio che continuò incontrastato sino alle soppressioni napoleoniche

Per vedere citato però il nome di Oltrona dobbiamo attendere il 962 d.C., per la precisione il mese di agosto, quando il paese di "Altrona" viene citato in un documento ancora oggi conservato presso l'archivio della Chiesa di San Fedele a Milano, relativo a una compravendita di terreni da parte di tale Adeltruda di Coello (presso Gallarate) la quale aveva venduto dei propri terreni al sacerdote Teodeberto di Geronico. Documenti risalenti allo stesso secolo attestano Oltrona come entità comunale autonoma.
Nel 1160 abbiamo notizia certa relativa alla presenza di un fortilizio sul colle di San Mamette, un punto strategico presso la cittadina che fu per diverso tempo uno dei principali baluardi del sistema difensivo del milanese contro le orde dell'imperatore Federico Barbarossa. Nel 1178 il paese è nuovamente citato in una conferma di feudo a favore dei monaci benedettini di san Simpliciano di Milano, mentre dal 1374 l'abitato, per decisione personale di papa Urbano IV, passa sotto il diretto controllo dell'abate benedettino del convento di Lurate.
Nel 1346 "el locho da Oltrona" è citato tra i centri che, nella pieve di Appiano, è incaricato della manutenzione della cosiddetta "stata da Bolà".
Il feudo venne espropriato ai benedettini nel 1384 dai Visconti i quali grazie a una condotta guidata da tale Bertetto, conquistarono la città e papa Urbano VI nel 1389 poté restituire il feudo ai benedettini sotto la tutela dei Visconti e con la clausola che la terra sarebbe sempre stata legata al monastero di san Simpliciano. Dal 1346 inoltre Oltrona risultava inclusa nella Pieve di Appiano.

### L'epoca moderna

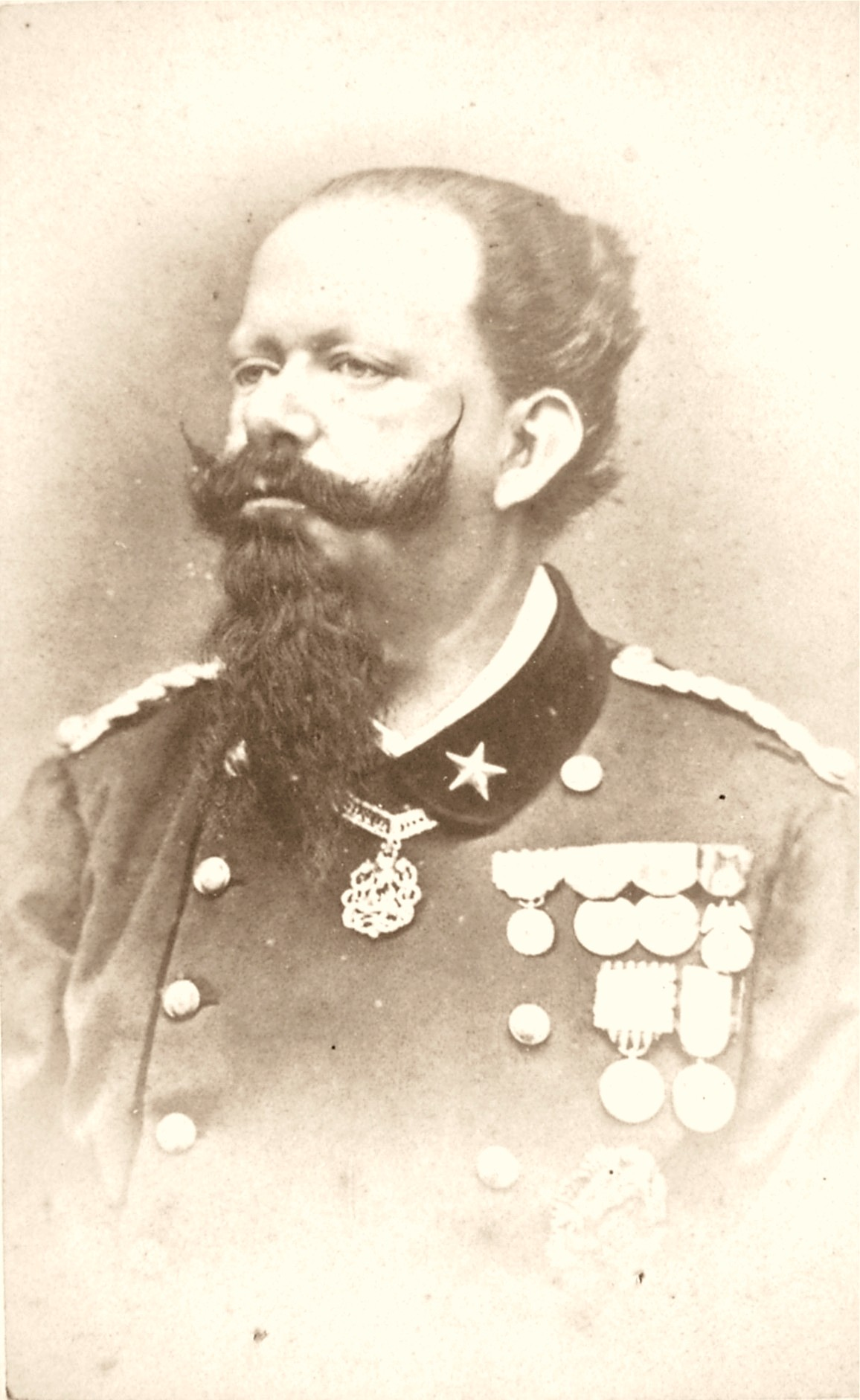
Vittorio Emanuele II concesse al comune di Oltrona dal 1863 l'appellativo "di San Mamette" per distinguerlo dall'omonimo comune in provincia di Varese

La vita nell'abitato trascorse tranquilla sino al 1651 quando un gruppo di contadini fomentati dai nobili locali delle famiglie Castiglioni e Pozzo di Appiano, diede inizio a una rivolta con lo scopo di ottenere l'indipendenza dal dominio abbaziale e rendersi indipendente sotto la tutela del governo spagnolo, ma tale aspirazione venne disattesa con un ordine particolare della Regia Camera di Milano. Un decreto del 1658 sancì infatti la conferma dell'infeudazione del territorio oltronese. 
Dopo gli spagnoli, il milanese venne occupato dagli austriaci nel 1706. In questo periodo, parte del territorio divenne proprietà delle famiglie Lavezzari, GIrola e Bovara. Ciononostante, Oltrona risulta essere infeudato ai monaci di San Simpliciano ancora nel 1751, anno in cui il territorio comunale risulta comprendere anche i cassinaggi di "Zerbo di sopra", "Zerbo di sotto" e Taccorelle. Quando nel 1786 la Lombardia austriaca fu divisa in province, Oltrona e tutta la pieve di Appiano vennero assegnate alla provincia di Gallarate.
La conquista del Ducato di Milano da parte dei napoleonici a fine secolo portò all'istituzione della Repubblica Cisalpina e alla secolarizzazione dei beni ecclesiastici, cosicché anche il territorio di Oltrona venne smembrato e acquistato da numerose famiglie benestanti locali. Nel 1801 il Comune di Oltrona fu spostato da Napoleone sotto la giurisdizione territoriale di Como, dopo che tre anni prima era stato inserito in un dipartimento con a capo Milano. Dopo ulteriori riorganizzazioni amministrative, un decreto napoleonico datato 1807 sancì la soppressione del comune di Oltrona e l'inserimento in quello di Appiano, decisione che fu abrogata con la Restaurazione. Con il ritorno degli austriaci e l'istituzione del Regno Lombardo-Veneto, Oltrona fu definitivamente inserito nella provincia di Como.
Nella prima metà dell'Ottocento, il paese ottenne la visita pastorale di Carlo Gaetano di Gaisruck, arcivescovo di Milano, il quale rimase impressionato dalle poche risorse di cui disponeva la chiesa parrocchiale locale e subito si adoperò per arricchirla e ridarle dignità, impiegando materiali e opere d'arte provenienti da chiese milanesi in demolizione. Nel 1836 Oltrona venne colpita da un'epidemia di colera e nuovamente il fenomeno si ripeté nel 1867.
Il comune di Oltrona entrò a far parte del Regno di Sardegna il 23 ottobre 1859, con una legge che predispose anche la creazione di un'amministrazione formata da un sindaco, un vicesindaco e quindici consiglieri comunali. L'abitato venne incluso nel XIII mandamento di Appiano, nel I circondario di Como, provincia di Como. Nel 1861 il paese entrò a far parte del neonato Regno d'Italia e mantenne la semplice denominazione di Oltrona sino al 1863 quando Vittorio Emanuele II concesse la denominazione di Oltrona di San Mamette per distinguerlo da un suo omonimo in provincia di Varese.

### Il Novecento
Durante gli anni della prima guerra mondiale, il paese ebbe un totale di 20 caduti nel conflitto e dal 1926, per disposizioni del governo fascista, la figura del sindaco venne sostituita da quella di un podestà nominato dal partito.
Nel corso della seconda guerra mondiale, Oltrona contò sette vittime tra cui due vittime dei bombardamenti che in parte colpirono la cittadina. A partire dagli anni '50 il paese si rianimò con la ricostituzione di molte industrie locali, in particolare nel campo del tessile.

### Simboli
Lo stemma e il gonfalone sono stati concessi con decreto del presidente della Repubblica del 18 giugno 1962.
(D.P.R. del 18 giugno 1962)
Il gonfalone è un drappo di azzurro.

## Monumenti e luoghi d'interesse

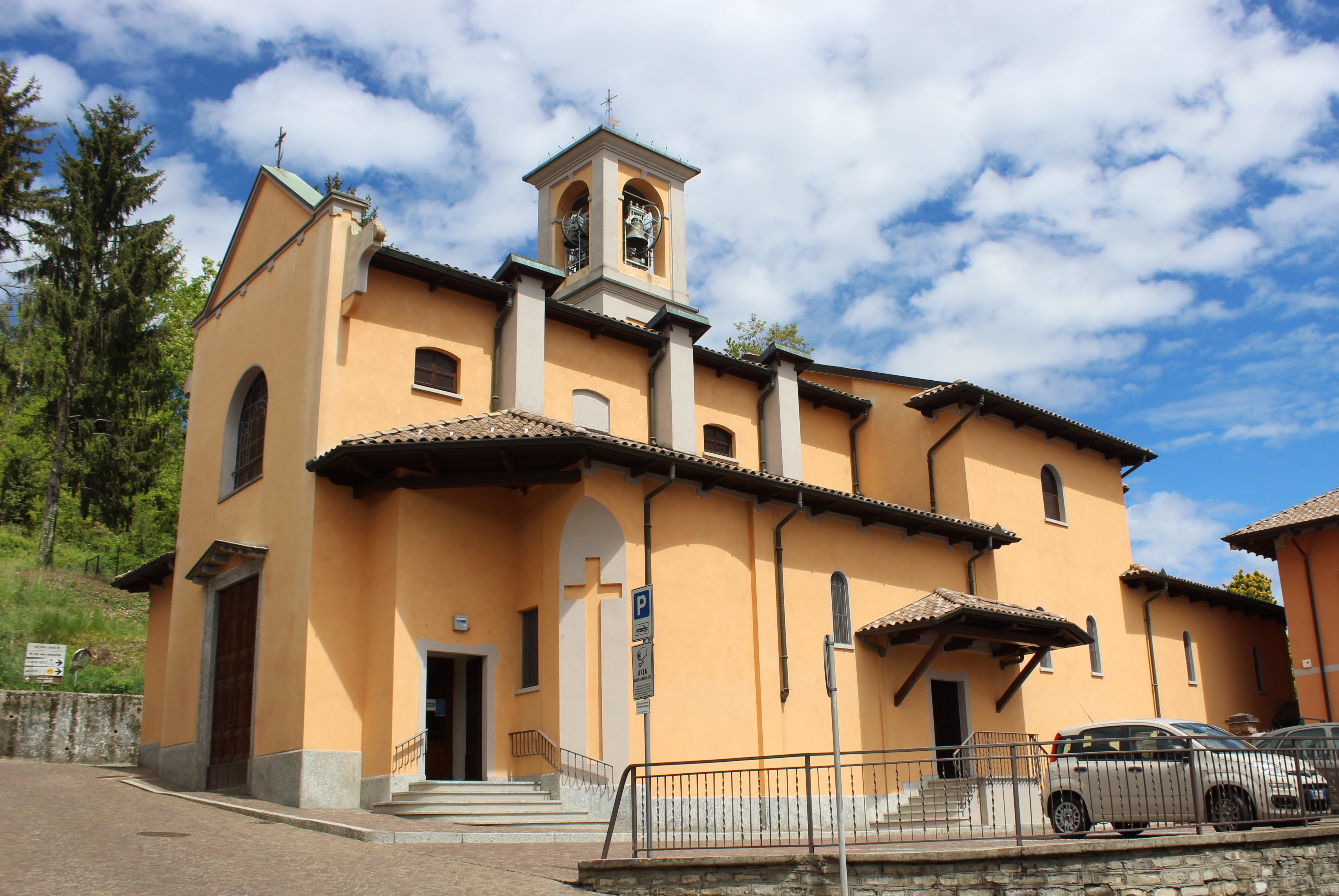
Chiesa di S. Giovanni Decollato

### Architetture religiose

#### Chiesa parrocchiale di San Giovanni decollato
Le prime notizie relative alla chiesa risalgono alla visita pastorale di padre Leonetto Clivonio, delegato dell'arcivescovo milanese Carlo Borromeo a visitare la Pieve di Appiano nel 1566, il quale dedica poche righe della sua relazione a una piccola cappella dedicata a Santa Marta presente in centro al paese. La chiesa all'epoca non era la parrocchiale (la quale era identificata nella chiesa di San Salvatore, odierno santuario di San Mamette), ma venne ampliata notevolmente per comodità dei cittadini nel 1777 quando venne anche munita di un campanile. Ulteriori interventi seguirono nel 1880, mentre nel corso del Novecento la chiesa viene ulteriormente ampliata e definitivamente consacrata chiesa parrocchiale il 19 dicembre 1927 per mano di Adolfo Luigi Pagani, vescovo di Como.

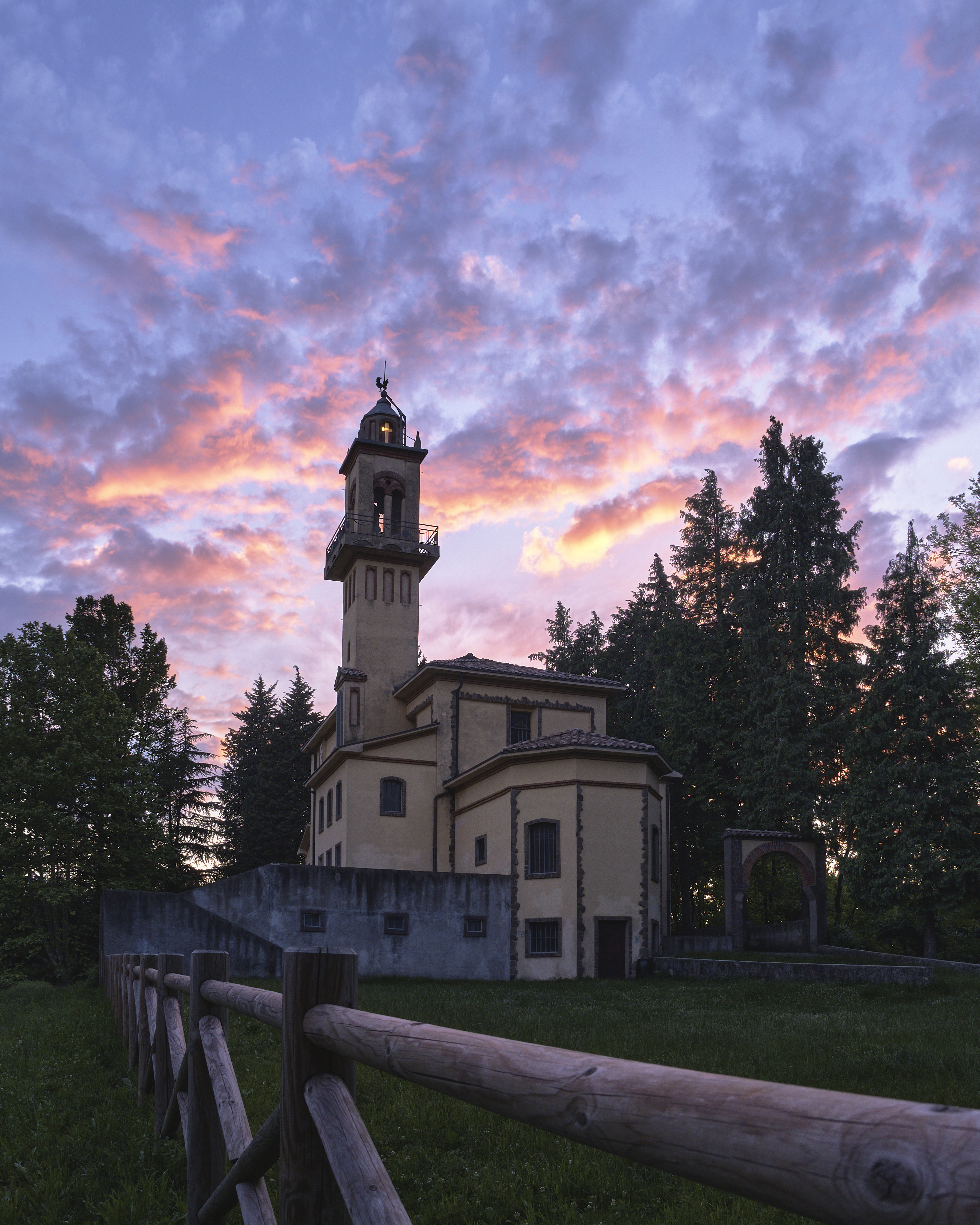
Santuario di S. Mamette

#### Santuario di San Mamette
Il santuario di San Mamette è il principale luogo di culto del paese, datato al X/XI secolo nell'edificazione del suo primo saccello, sul culmine della collina che sovrasta l'abitato. La costruzione in realtà è citata per la prima volta nel XIII secolo nella cronaca di Goffredo da Bussero come una chiesa vera e propria dedicata al Santissimo Salvatore avente un "altare secondario" dedicato a san Mamette, culto che nei secoli prevarrà presso la popolazione locale. La costruzione venne edificata laddove si trovavano i ruderi di un torrione risalente al tempo del Barbarossa.
Nel 1398 la chiesa venne decretata cappellania dipendente direttamente dall'abate benedettino di Lurate Caccivio che dispose che tale chiesa servisse come luogo di eremitaggio per il monastero e di sepoltura per i monaci defunti. La chiesetta venne visitata per la prima volta nel 1566 dal vicario episcopale di Milano il quale trova la costruzione in completo stato di abbandono, sia per la sua lontananza dall'abitato, sia per la trascuratezza in cui da secoli versava. La situazione sembrò non essere migliorata all'epoca della visita del cardinale Giuseppe Pozzobonelli, arcivescovo di Milano, il quale ne decise l'interdizione al culto in quanto il tetto appariva pericolante, il pavimento completamente disfatto.
Una prima opera di restauro viene compiuta solo all'inizio del Novecento quando il parroco locale don Francesco Conti ne fece riparare il tetto e dotò il tempio di un campanile. Più consistenti e ampiamente criticati furono i restauri che vennero promossi dal parroco don Giuseppe Cappelletti tra il 1960 e il 1967, che portarono a un totale rifacimento della struttura e alla scomparsa delle originarie forme evidentemente medievali.
La chiesa conserva una Madonna fra i santi Rocco e Antonio, affresco del XVI secolo, e una Crocefissione Settecentesca, realizzata secondo gli stilemi classici della scuola spagnola.

## Società
| Provenienza della popolazione straniera residente (dati ISTAT al 31 dicembre 2011) |    |
| Turchia                                                                            | 34 |
| Ucraina                                                                            | 10 |
| Libano                                                                             | 9  |
| Bosnia ed Erzegovina                                                               | 6  |
| Egitto                                                                             | 6  |
| Marocco                                                                            | 6  |
| Albania                                                                            | 5  |
| Tunisia                                                                            | 4  |
| Cina                                                                               | 4  |
| Romania                                                                            | 3  |
| Serbia                                                                             | 3  |
| Svizzera                                                                           | 2  |
| Sri Lanka                                                                          | 2  |
| Francia                                                                            | 1  |
| Germania                                                                           | 1  |
| Polonia                                                                            | 1  |
| Lettonia                                                                           | 1  |
| Nigeria                                                                            | 1  |
| Ciad                                                                               | 1  |
| Repubblica Dominicana                                                              | 1  |
| Argentina                                                                          | 1  |
| Brasile                                                                            | 1  |
| Cile                                                                               | 1  |
| Ecuador                                                                            | 1  |
| Perù                                                                               | 1  |

### Evoluzione demografica

#### Demografia pre-unitaria
- 1751: 217 abitanti[9]
- 1771: 266 abitanti[10]
- 1799: 300 abitanti[11]
- 1805: 323 abitanti[11]
- 1807: 271 abitanti (prima dell'incorporazione in Appiano)[11]
- 1853: 483 abitanti[12]

#### Demografia post-unitaria
Abitanti censiti

### Etnie
Nel 2011 risiedevano a Oltrona di San Mamette 106 cittadini stranieri, ovvero il 4,6 % della popolazione totale.

### Lingue e dialetti
La lingua ufficiale è l'italiano ma nel Comune è molto diffuso il dialetto comasco.

### Religione
|                                                   |           |  |       |       |
| ------------------------------------------------- | --------- |  | ----- | ----- |
| Cattolici                                         | Cattolici |  | 95,6% | 95,6% |
| Islam                                             | Islam     |  | 2,5%  | 2,5%  |
| Ortodossi                                         | Ortodossi |  | 1,7%  | 1,7%  |
| Altri                                             | Altri     |  | 0,2%  | 0,2%  |
| Percentuale basata su un campione di 2289 persone |           |  |       |       |

La maggioranza della popolazione è cattolica. L'immigrazione di cittadini comunitari ed extra-comunitari ha portato all'insediamento di minoranze di musulmani e ortodossi.
Nel comune è presente una parrocchia cattolica appartenente alla Diocesi di Milano. La chiesa più antica è indubbiamente il Santuario di San Mamette.

## Geografia antropica
Il comune di Oltrona di San Mamette dispone di cinque rioni/frazioni: Cèrc, Gerbo, Runch, Antiga, San Mamèt.

## Economia
Fino alla metà del XIX secolo, i terrazzamenti sui colli di San Mamette e del Ronco erano utilizzati come vigneto. La presenza della filossera obbligò tuttavia all'estirpazione delle vigne e alla riconversione dei terreni all coltivazione di foraggio, tuberi e cereali. 
L'abitato di Oltrona, dagli anni del dopoguerra, si è arricchito di un rinvigorito apparato industriale oggi però entrato fortemente in declino. Tra la fine dell'Ottocento e i primi del Novecento trovò qui sede la filatura Ravasi che condizionò fortemente l'economia cittadina. Un importante stabilimento tessile fu attivo a partire dal 1920.
Dagli anni '30 fu attiva la STAR - Stampa Tessuti Artistici, fondata da Furio Cicogna che rimase attiva fino al 2012.
Le principali attività economiche sono:
- Agricoltura: frumento e mais
- Industria tessile, sartoria e confezioni
- Industria edile

## Infrastrutture e trasporti
Oltrona di San Mamette è situata a breve distanza dall'ex Strada statale 342 Briantea, che collega Bergamo a Varese via Como, ed è punto di origine di numerose strade provinciali di interesse locale, dirette ai centri vicini.
Fra il 1910 e il 1955 la località era servita da una fermata posta lungo la Tranvia Como-Appiano Gentile-Mozzate.

## Amministrazione

### Sindaci durante ilRegno d'Italia
| nome              | carica  | dal  | al   | partito        |
| ----------------- | ------- | ---- | ---- | -------------- |
| Alessandro Broggi | sindaco | 1865 | 1872 | Destra storica |
| ...               |         |      |      |                |

### Sindaci durante la Repubblica Italiana
| nome                    | carica  | dal      | al        | partito                                            |
| ----------------------- | ------- | -------- | --------- | -------------------------------------------------- |
| Battista Giamminola     | sindaco | 1946     | 1955      | Democrazia Cristiana                               |
| ...                     |         |          |           |                                                    |
| Giacomo Bergui          | sindaco | anni '80 | anni '80  | Democrazia Cristiana                               |
| Angelo Nacchia          | sindaco | 1999     | 2004      | Oltrona Viva (lista civica)                        |
| Antonio Cesare Giussani | sindaco | 2004     | 2014      | Oltrona nostra (lista civica)                      |
| Silvano Galimberti      | sindaco | 2014     | 2019      | Costruire insieme un paese migliore (lista civica) |
| Aurelio Meletto         | sindaco | 2019     | 2024      | Oltrona nostra (lista civica)                      |
| Antonio Cesare Giussani | sindaco | 2024     | in carica | Insieme per Oltrona (lista civica)                 |